# Neues Ökonomisches System der Planung und Leitung
Das am 15. Juli 1963 beschlossene Neue Ökonomische System der Planung und Leitung (NÖS oder NÖSPL) war ein staatliches Programm zur Reform der Planwirtschaft in der DDR. Es sah Elemente wie Leistungsboni für Arbeiter sowie eine stärkere Eigenständigkeit von Betrieben (Dezentralisierung) vor. In der Folge stieg 1964 die Arbeitsproduktivität um sieben Prozent.

## Geschichte
Das NÖS wurde ab 1963 maßgeblich von Erich Apel, Günter Mittag, Wolfgang Berger, Helmut Koziolek und Herbert Wolf entwickelt. Es wurde durch die Beschlüsse des VI. Parteitags der SED unter Walter Ulbricht im Januar 1963 gebilligt, obwohl es innerhalb der SED umstritten war. Seine Richtlinien wurden auf der Wirtschaftskonferenz des ZK der SED am 24. und 25. Juni 1963 beschlossen und vom Staatsrat der DDR am 15. Juli genehmigt. Die an der Ausarbeitung des NÖS beteiligten Wissenschaftler Berger, Koziolek und Wolf erhielten 1966 den Nationalpreis der DDR III. Klasse für Wissenschaft und Technik.
Ab 1967 wurden die Reformbemühungen modifiziert und trugen nun die Bezeichnung Ökonomisches System des Sozialismus (ÖSS). 1970 wurde ein Wissenschaftler-Kollektiv (Berger, Koziolek, Wolf, Kalweit, Krömke, Reinhold) für die Reform des NÖS mit dem Nationalpreis der DDR I. Klasse für Wissenschaft und Technik ausgezeichnet.
Sowohl das NÖSPL als auch das ÖSS waren zwar in wirtschaftlicher Hinsicht erfolgreich, führten aber auch zu einer Aufwertung dezentraler Einheiten, etwa der Betriebsleitungen, zulasten der Zentralverwaltung sowie von Ökonomen zulasten der Politfunktionäre. Dies führte zu zunehmender Kritik innerhalb der SED, da der absolute Machtanspruch der Partei gefährdet schien. Insbesondere aber wurden die Reformen von der Sowjetunion unter Leonid Iljitsch Breschnew kritisch betrachtet, obwohl das neue System an die Ideen Lenins zur Neuen Ökonomischen Politik (NÖP) angelehnt war.
Die Wirtschaftspolitik war ein maßgeblicher Grund dafür, dass Erich Honecker mit der Unterstützung durch die Sowjetunion 1971 Ulbricht als ersten Mann im Staat ablösen konnte. Mit dem VIII. Parteitag der SED wurde dann ein neuer wirtschaftspolitischer Kurs eingeschlagen, der die Reformen rückgängig machte. Neue Leitlinie war nun die von Honecker ausgerufene Einheit von Wirtschafts- und Sozialpolitik. „Der VIII. Parteitag setzte einen Kurs ins Werk, an dessen Ende das Ende stand. Der Parteitag war der Anfang dieses Endes, die – in den Worten von André Müller sen. – Wende vor der Wende.“